# Đặng Công Chất
Đặng Công Chất (chữ Hán: 鄧公質, 1621 hay 1622 - 1683), người làng Phù Đổng, huyện Tiên Du, phủ Từ Sơn, trấn Kinh Bắc (nay thuộc xã Phù Đổng, huyện Gia Lâm, Hà Nội). Nguyên quán của ông là xã Thái Bạt, huyện Bất Bạt (nay thuộc xã Tòng Bạt, huyện Ba Vì, thành phố Hà Nội). Đỗ trạng nguyên khoa Tân Sửu, niên hiệu Vĩnh Thọ thứ 4 (1661) thời vua Lê Thần Tông.

## Sự nghiệp
Tháng 3 âm lịch năm Cảnh Trị thứ 3, Ất Tỵ 1665, đời vua Lê Huyền Tông, ông khi đó đang là Hàn lâm viện thị giảng được thăng làm Công bộ hữu thị lang. Năm 1670 ông khi đó đang làm Lại bộ hữu thị lang đã cùng Lễ bộ tả thị lang Nguyễn Quốc Khôi vào hầu kinh điện. Tháng 9 âm lịch năm 1671 ông cùng Binh bộ tả thị lang Lê Sĩ Triệt khảo xét các nha môn trong ngoài. Tháng 7 âm lịch năm Vĩnh Trị thứ nhất (Bính Thìn, 1676), sau khi Lê Hy Tông lên ngôi ông được phong làm Lại bộ tả thị lang.
Tháng 8 năm 1677, Đinh Văn Tả đem quân đánh phá được Mạc Kính Vũ ở Cao Bằng, Kính Vũ chạy sang Long Châu, đồ đảng còn lại đều tan vỡ. Sau triều đình nhà Lê cho triệu Đinh Văn Tả về, dùng Đặng Công Chất thay thế và để Tuấn Hòa ở lại giữ chức tham trấn. Tuy nhiên, trong thời gian trấn thủ Cao Bằng, ông bị nha lại và dân chúng tố cáo, phải triệu về triều, triều đình bổ Lê Hải lên thay.
Tháng giêng năm Chính Hòa thứ 3 (Nhâm Tuất, 1682) Thân Toàn và ông sang nhà Thanh dâng lễ tuế cống, nhân tiện cáo phó về việc Lê Huyền Tông mất và xin phong tước.

## Vinh danh
Các tài liệu khác còn ghi:
- Danh sách trạng nguyên: Làm quan đến Thượng thư bộ Binh, bộ Hình. Lúc mất được tặng Thiếu bảo, tước bá[1].
- Chú giải cho Văn bia số 42 tại Văn miếu Hà Nội của Viện nghiên cứu Hán-Nôm Lưu trữ ngày 24 tháng 12 năm 2013 tại Wayback Machine: Ông giữ các chức quan, như Tham tụng, Thượng thư Bộ Hình và được cử đi sứ (năm 1682) sang nhà Thanh (Trung Quốc). Lúc mất được tặng Thái bảo, Thượng thư bộ Lại, tước bá[2].

Tháng 12/2020, Ủy ban Nhân dân thành phố Hà Nội quyết định đặt tên "Đường Đặng Công Chất" cho một con đường ở huyện Gia Lâm.